# 人づくり県民ネットワーク
人づくり県民ネットワーク （ひとづくりけんみんネットワーク）は、新潟県の市民団体。1997年（平成9年）設立。新潟県下の政治、経済、教育、宗教関係者が参集して結成。講演会や勉強会、歴史イベントなどを主催。会員数は非公表。個人会員と法人会員の2種類が存在する。
「新しい歴史教科書をつくる会」が東京で結成された際、これに応じる形で立ち上がった団体だが、後に「新しい歴史教科書をつくる会新潟県支部」ができると、教育、政治問題一般に活動を移行。現在では「ジェンダフリー」や北朝鮮による日本人拉致事件、歴史認識、国旗国歌問題など活動は多岐にわたっている。
「横田めぐみさん等被拉致日本人救出新潟の会（救う会新潟）」「新しい歴史教科書をつくる会新潟県支部」「日本会議新潟県本部」等県内の市民団体と連携をとった活動も見られる。また新潟県選出の国会議員や県会議員、政令指定都市となった新潟市の市議会議員にも会員、賛同者がいる模様。組織としての特定の支持政党はなく、自民、民主両2大政党の議員がその主催する講演会等に出席もしくは祝電を送っている。
中心人物、事務局等詳細は一切非公表。総務委員会、組織委員会、企画委員会、広報委員会の各委員会が置かれている。
平成19年度総会には中西輝政京大大学院教授、田久保忠衛杏林大学客員教授、遠藤浩一拓殖大学教授等「安部ブレーン」とも呼ばれた保守派論客が講演している。県内議員としては吉田六ざえもん衆議、塚田一郎参議（現在。当時は候補者）、県議、新潟市議等が出席した。また、平成20年度総会には、日本人に帰化した石平氏が講演している。21年度総会には遠藤浩一拓殖大学大学院教授が講演する。
平成22年、日本会議新潟県本部に吸収される形で、活動休止。
- 人づくり県民ネットワーク - ウェイバックマシン（2003年10月16日アーカイブ分）